# Friedrich Schott von Schottenstein
Friedrich Siegmund Johann Karl Albert Freiherr Schott von Schottenstein (* 25. Mai 1812 in Großsachsenheim; † 20. Mai 1895 in Frankfurt am Main) war ein deutscher Forstmann und letzter Forstmeister der Freien Stadt Frankfurt. Er schuf die Grundlagen für eine planmäßige Bewirtschaftung des Frankfurter Stadtwaldes. 

## Leben
Friedrich Schott von Schottenstein entstammte der 1691 in den Freiherrnstand erhobenen Familie Schott von Schottenstein. Er war der älteste Sohn des württembergischen Oberforstmeisters Christian Ludwig Schott von Schottenstein und seiner Frau Charlotte geb. Olenschlager von Olenstein. Nach dem Besuch des Lyceums in Ludwigsburg sammelte er 1829/30 praktische Erfahrungen im Forstrevier Maulbronn, bevor er 1830 bis 1833 Forstwissenschaft in Tübingen und Hohenheim studierte. Nach einer Tätigkeit als Forstamtsassisten in Schorndorf von 1834 bis 1836 war er besoldeter Privatdozent für Forst- und Landwirtschaft an der Universität Tübingen, wo er 1839 mit einer Dissertation Ueber die Verbindung des Feldbaues mit dem Waldbau, mit besonderer Beziehung auf Württemberg zum Doktor der Staatswissenschaften promoviert wurde.
Im März 1840 berief ihn der Senat der Freien Stadt Frankfurt zum Nachfolger von Johannes Friedrich Vogel als Forstmeister. Der Kontakt nach Frankfurt kam vermutlich über die Verwandtschaft seiner Mutter zustande, die einer angesehenen Patrizierfamilie entstammte.
Schottenstein schuf in seiner langen Amtszeit die Grundlagen für eine planmäßige Bewirtschaftung des Frankfurter Stadtwaldes. Zu seinen Aufgaben gehörte auch die Verwaltung der Hohen Mark im Taunus, an der die vier Frankfurter Dörfer Bonames, Dortelweil, Niedererlenbach und Niederursel beteiligt waren, sowie die Inspektion des Fürstlich Isenburg-Birsteinschen Waldbesitzes, der an den Frankfurter Stadtwald angrenzte. 
Schottenstein trat 1887 in den Ruhestand. Sein Nachfolger als Forstmeister wurde Carl Philipp Friedrich Hensel. Er war Mitglied der Patriziergesellschaft Zum Frauenstein, gehörte lange Jahre als Senior dem Vorstand der Evangelischen Gemeinde Frankfurts an und wirkte in der Verwaltung mehrerer gemeinnütziger Stiftungen Frankfurts.
1840 heiratete er Louise Freiin von Gemmingen-Guttenberg-Bonfeld. Er starb am 20. Mai 1895 an den Folgen eines Schlaganfalls. Schottenstein war Träger des Roten Adlerordens 3. Klasse mit Schleife und Ehrenmitglied des Württembergischen Forstvereins. Nach ihm sind die Schottensteinstraße in Frankfurt-Niederrad und die Schottensteinschneise im Stadtwald benannt. Sein Grab befindet sich auf dem Frankfurter Hauptfriedhof.

## Schriften
- Zahlreiche Fachveröffentlichungen, unter anderem in der Allgemeinen Forst- und Jagdzeitung und den Forstlichen Blättern.